# Rudolf Carl Friedrich von Uechtritz
Rudolf Karl Friedrich von Uechtritz (* 31 de diciembre de 1838 , Breslavia - † 21 de noviembre de 1886 ibíd.) fue un entomólogo y botánico alemán. 

## Vida y obra
Su padre, Max F.S. von Uechtritz, fue capitán había seguido estudios botánicos y entomológicos, poseyendo colecciones de especímenes y también publicó artículos científicos. Asimismo su hijo Rudolf se apasionó por la Historia natural. De 1849 a 1857 estudia en Breslavia en el Liceo María Magdalena.
Aún como alumno excursionó en 1855 a Moravia y en 1856 a los Altos Tatra. Luego de sus exámenes, estudia de 1858 a 1863 en la Universidad de Breslavia con Heinrich Göppert, Ferdinand Cohn, Carl Löwig, Richard Roepell. Inicialmente se concentra en la Entomología, y luego avanzará con la Botánica. En 1858 recorre Tirol, Venecia recolectando especímenes botánicos. Sigue a Turingia y Franconia (1860), Halle (Sajonia-Anhalt), Leipzig en 1861, así como áreas del este de la provincia de Brandenburg en 1862. Con solo 23 años, se ve afectado severamente por reumatismo, que afectó sus posibilidades de viajar; desarrollando sus comunicaciones con otros investigadores de su disciplina. 
Fue corresponsal con la mayoría de sus colegas de Europa: Paul F.A. Ascherson, John Gilbert Baker, Pierre Edmond Boissier, Vincze von Borbás, Alexander Braun, François Crépin, Elias Magnus Fries, Christian August Friedrich Garcke, August Grisebach, Lajos Haynald, Julius Milde, Anton Kerner von Marilaun, Karl Johann Maximowicz, August Neilreich, Josif Pančić, Jan Evangelista Purkyně, Heinrich Gottlieb Ludwig Reichenbach, Georg Schweinfurth, Ignaz Urban, Veit Brecher Wittrock. Jocosamente, era mencionado por sus corresponsales botánicos como "el hombre de las largas cartas". 

Ciertas especies e híbridos en diferentes géneros llevan en su honor su nombre. Desde 1857 publicó artículos científicos en revistas austríacas. Pero extensas publicaciones fueron rechazadas, incrementando su mala salud. En una carta escribió:

Si recibo una interesante especie que no conozco, me siento contento, aunque estoy realmente muy enfermo

. Uechtritz se distinguía por gozar en el examen de nuevos especímenes, comunicándolo a otros estudiosos. Siempre transmitió sus resultados de muchos años de investigaciones, así Emil Fiek le publica en 1881 en Breslavia "Flora de Silesia, prusiana y de Antheils austríacas", y el profesor austro-húngaro August Kanitz, en 1881, lo hace con "Plantae Romaniae". También Adolf Engler escribió acerca de otras evaluaciones científicas.

## Honores
En su honor se designa el género Uechtritzia Freyn de la familia Asteraceae.
- La abreviatura «R.Uechtr.» se emplea para indicar a Rudolf Carl Friedrich von Uechtritz como autoridad en la descripción y clasificación científica de los vegetales.[1]